# Amphinomides messanensis
Amphinomides messanensis är en ringmaskart som beskrevs av Ernst Ferdinand Nolte 1936. Amphinomides messanensis ingår i släktet Amphinomides och familjen Amphinomidae. Inga underarter finns listade i Catalogue of Life.